# أملج أضيق
أملج أضيق (الاسم العلمي:Phyllanthus angustissimus) هو نوع من النباتات يتبع جنس الأملج من الفصيلة الأملجية.